# محطة قطار بوتيسفورد
محطة قطار بوتيسفورد (بالإنجليزية: Bottesford railway station)‏‏ هي محطة قطار في المملكة المتحدة، تُشغلها قطارات إيست ميدلاند. افتُتحت هذه المحطة في 15 يوليو 1850، ويبلغ عدد مسارات أرصفتها 2.